# Bismarckmonument (Hamburg)

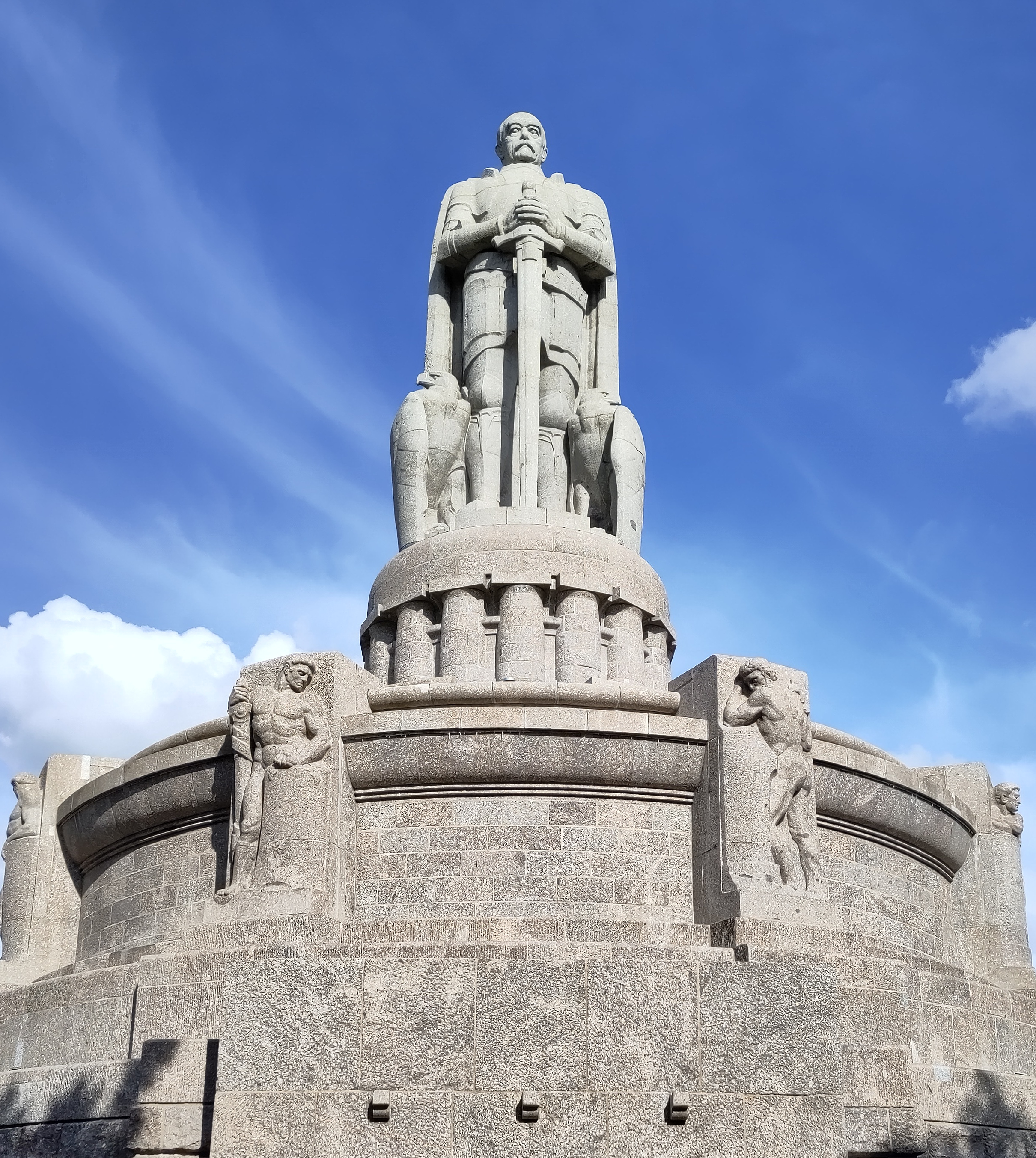
Bismarck-Denkmal in het Alte Elbpark (juli 2023)

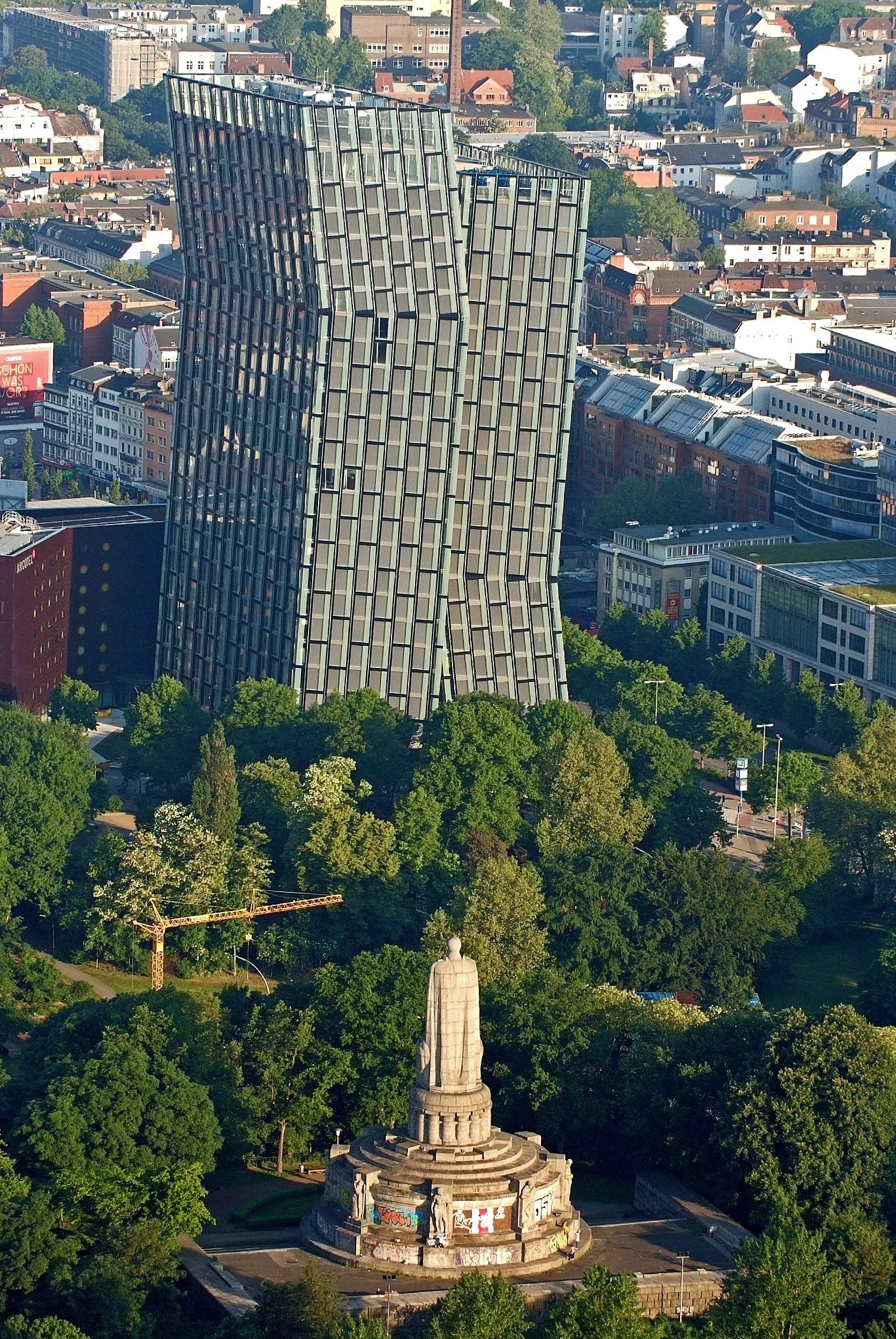
Zicht op het Bismarck-Denkmal (2013) vanuit een heteluchtballon met op de achtergrond de wolkenkrabber Tanzende Türme

Het Bismarckmonument van de stad Hamburg (Duits: Bismarck-Denkmal) is een herdenkingsmonument ter ere van de eerste Duitse rijkskanselier Otto von Bismarck. Het is met een totale hoogte van 34,3 meter het grootste van de honderden Bismarckmonumenten die na zijn overlijden in 1898 op het toenmalige grondgebied van Duitsland opgericht werden. Het standbeeld zelf heeft een hoogte van 14,8 meter.

## Planning en fondsenwerving
Direct na het overlijden van Von Bismarck in 1898 werd de invloedrijke bankier Max von Schinckel de stuwende kracht achter het Hamburgse project. Hij was ook bestuurder van de toenmalige Commerz-Deputation, de Hamburgse handelskamer. Hij betrok zijn vrienden en collega-zakenlieden Rudolph Crasemann en Ludwig Julius Lippert bij de vorming van een projectcommissie en bood de toenmalige eerste burgemeester van Hamburg, Johannes Versmann, het erevoorzitterschap van deze commissie aan. Ook andere politici en zakenlieden werden benaderd, waaronder Johann Georg Mönckeberg, Carl Laeisz, Adolph Woermann, Ernst Friedrich Sieveking en Siegmund Hinrichsen.
De commissie hield zich bezig met fondsenwerving en bepaalde ook de locatie van het te creëren gedenkteken. Het standbeeld van Bismarck moest van verre zichtbaar zijn en uitkijken naar het westen over de loop van de Elbe. Het monument staat daarom aan de rand van Hamburg-Neustadt, achter de Landungsbrücken van de haven op een hoogte van 27,3 meter NN in het Alte Elbpark, op de plaats van de voormalige stadsvestingen. Die locatie werd in 1898 evenwel ingenomen door het Elb-Pavillon. Dit paviljoen was gebouwd in 1806 en had in de negentiende eeuw gediend als concert-, dans- en theaterzaal, cafetaria en vergaderlokaal, maar ook als tentoonstellingsruimte tijdens de internationale tuinbouwtentoonstelling die in 1869 in Hamburg plaatsvond. Het Elb-Pavillon werd in 1901 afgebroken om ruimte te maken voor het monument.
De commissie slaagde er in nog voor de eeuwwisseling 453.000 Duitse mark bijeen te krijgen voor de realisatie van het monument.

## Ontwerp en bouw
Voor het monument zelf werd een ontwerpwedstrijd uitgeschreven en een jury benoemd om de ontwerpen te beoordelen. Von Schinckel als voorzitter en Crasemann maakten deel uit van de jury, die werd aangevuld met Justus Brinckmann, de geestelijk vader van het Museum für Kunst und Gewerbe, architect Martin Haller, Alfred Lichtwark, directeur van de Hamburger Kunsthalle, ingenieur en planoloog Franz Andreas Meyer en kunstschilder Valentin Ruths.
Winnaars van de wedstrijd waarvoor 239 ontwerpen werden ingediend, waren volgens de jury het duo bestaande uit architect Johann Emil Schaudt en de Berlijnse beeldhouwer en jugendstilkunstenaar Hugo Lederer. Hun ontwerp bestond uit een zogenaamd Rolandstandbeeld (beeld van een ridderfiguur met zwaard) van Von Bismarck. Schaudt en Von Lederer werden vervolgens in 1901 door de commissie benoemd als verantwoordelijken voor de bouw.
De constructie van sokkel (19,5 meter) en figuur (14,8 meter) heeft een hoogte van 34,3 meter en weegt 625 ton. De honderd granieten blokken gebruikt voor het monument komen uit Kappelrodeck in het Zwarte Woud. Het gaat hier om Oberkirch-porfirische graniet. Alleen al het hoofd, uit één blok, heeft een hoogte van 1,83 meter; de lengte van het voor een Rolandstandbeeld karakteristieke zwaard is tien meter. De kar met het granieten hoofd werd op 28 juli 1905 door een span van 16 paarden van het spoorwegstation Ottensener Güterbahnhof naar de bouwplaats in het Alte Elbpark getrokken.
De ceremoniële inauguratie vond plaats op 2 juni 1906, na drie jaar bouw.

## Aanpassingen en restauratie
In het ontwerp was het de bedoeling dat in de sokkel aan de voeten van het Rolandstandbeeld van Von Bismarck granieten figuren zouden worden aangebracht die de Germaanse stammen uitbeelden. Deze sokkelfiguren werden in eerste instantie niet uitgevoerd, omdat het graniet veel duurder was dan in de oorspronkelijk begroting voorzien. Deze figuren werden pas in 1908 aan het monument toegevoegd, na een nieuwe inzamelingsactie.
Op 17 maart 1960 werd het Bismarckmonument erkend als beschermd monument. In 2003 waren er de eerste plannen voor een renovatie. Er zijn scheuren in muren en de figuur is wat scheef gezakt (momenteel is er een kanteling van negen centimeter ten opzichte van de totale hoogte). In 2003 was sprake van een renovatie van twee miljoen euro. In juni 2014 werd aangekondigd dat de hele locatie – d.w.z. het monument en het Alte Elbpark – zou worden gerenoveerd voor 13 miljoen euro. De helft hiervan werd toegekend uit de federale culturele begroting en de andere helft moest worden bijgedragen door de stad Hamburg.

## Galerij

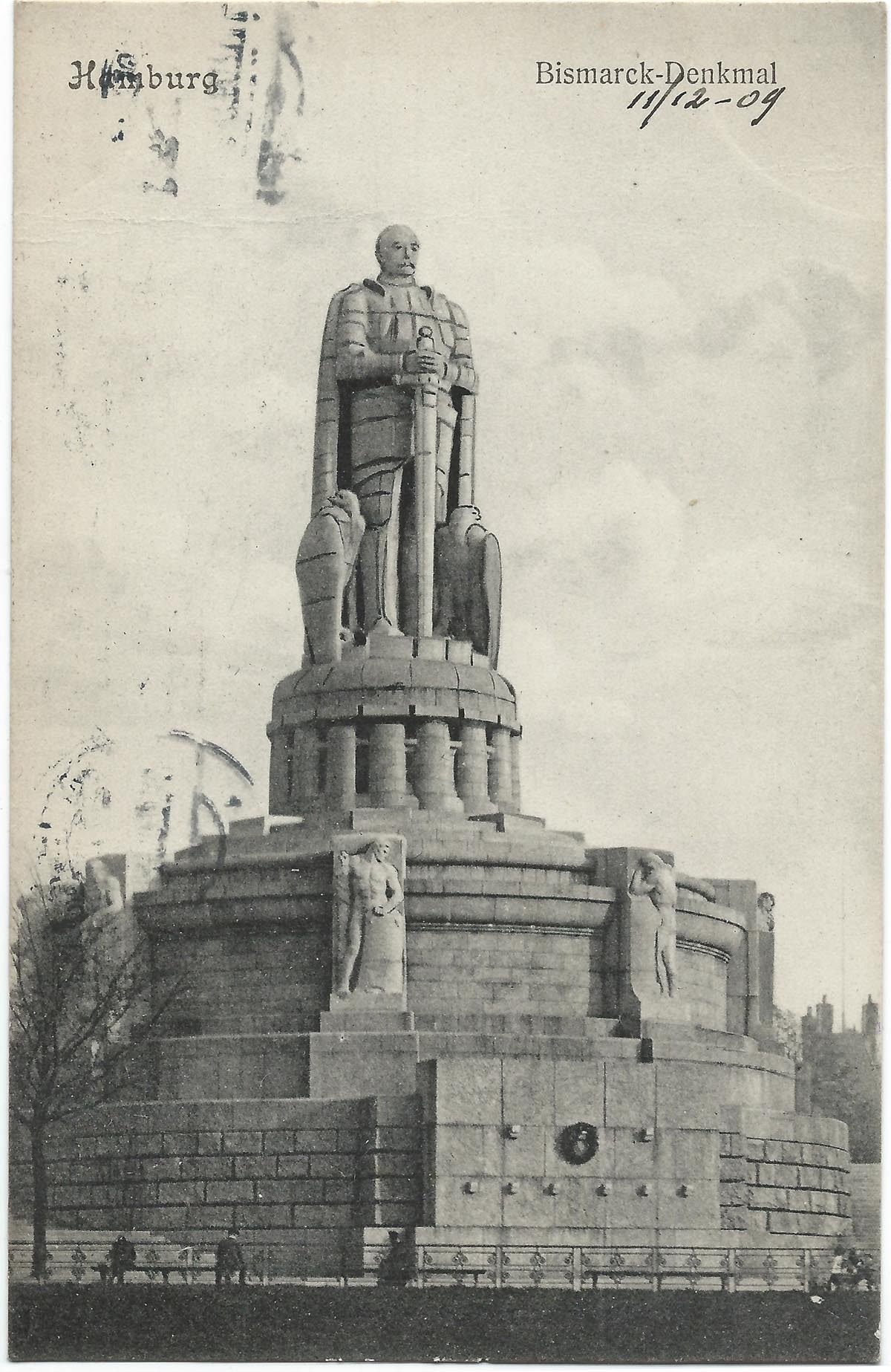
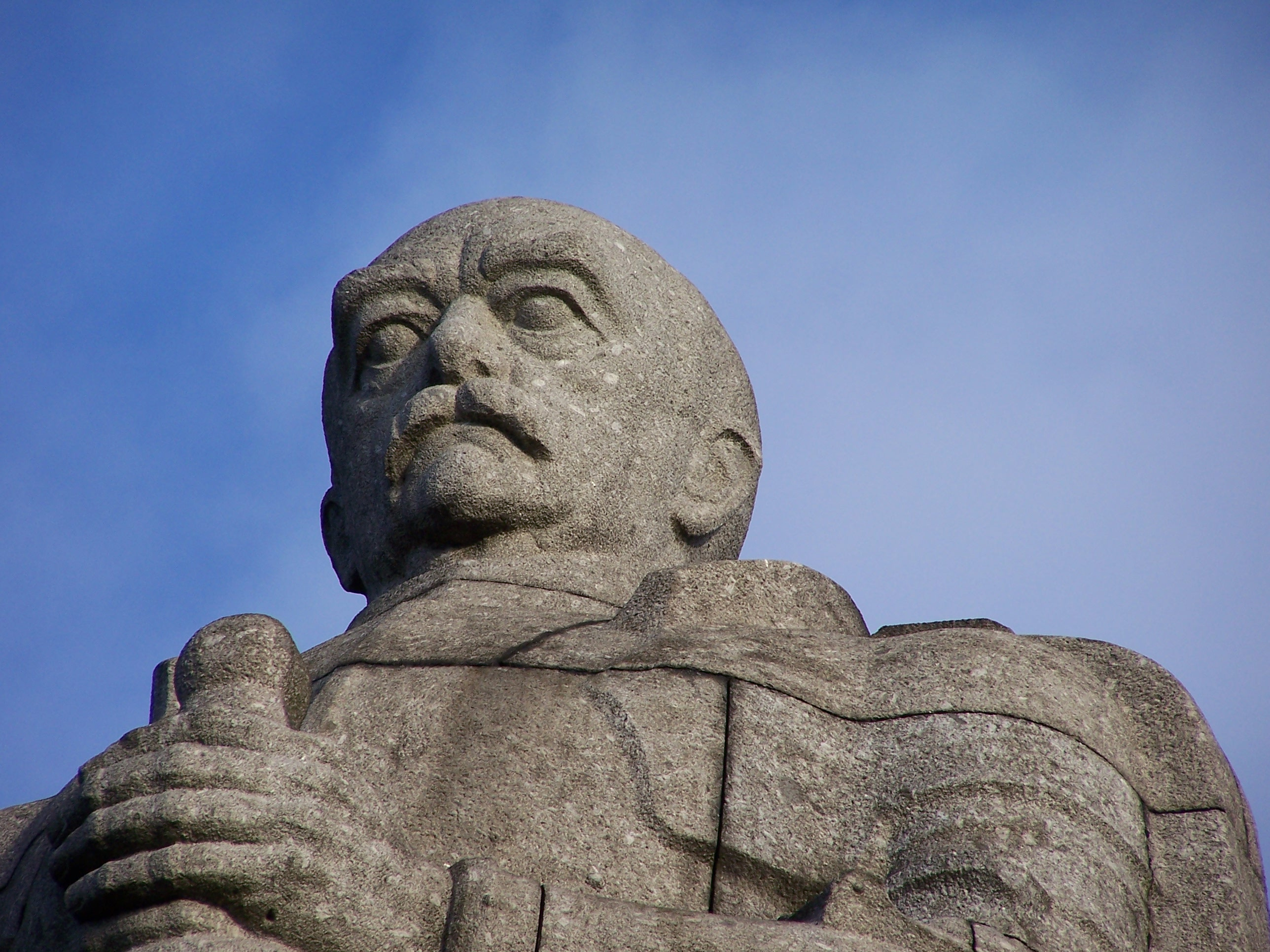
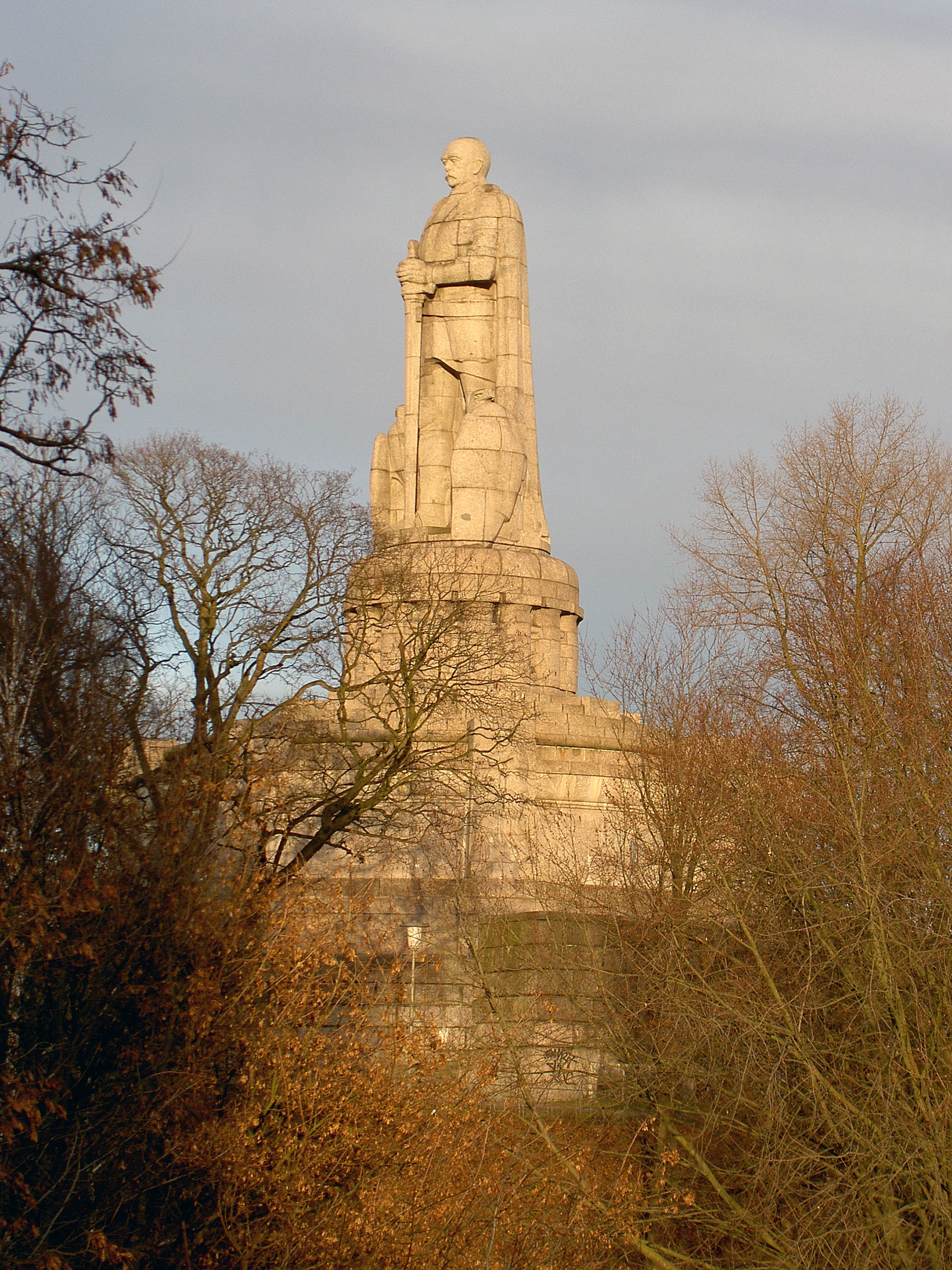
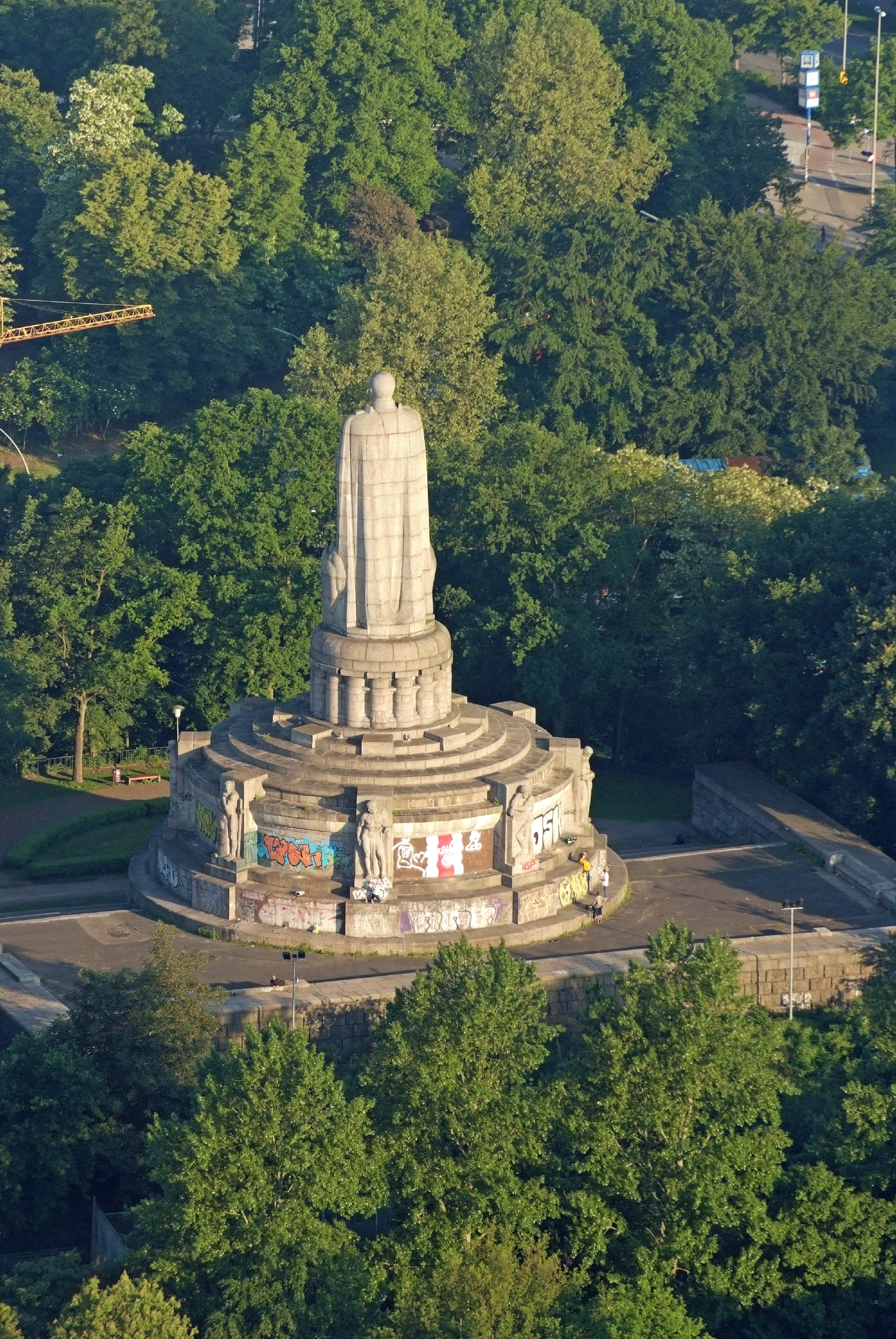
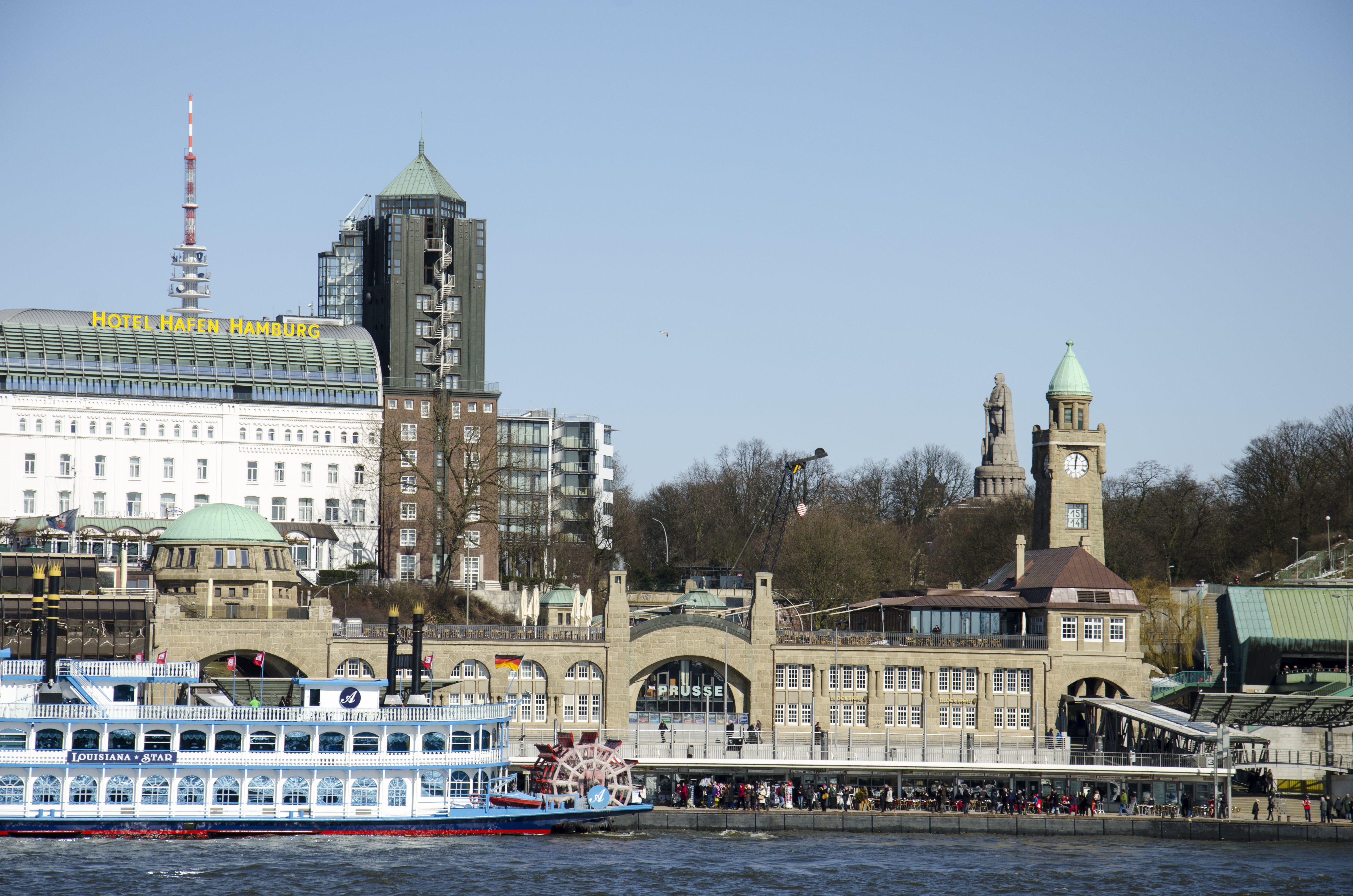